# Strasburgeria robusta
Strasburgeria robusta är en tvåhjärtbladig växtart som först beskrevs av Eugène Vieillard, Panch. och Sebert, och fick sitt nu gällande namn av André Guillaumin. Strasburgeria robusta ingår i släktet Strasburgeria och familjen Strasburgeriaceae. Inga underarter finns listade i Catalogue of Life.